# Ak-Suu (distrikt)
Ak-Suu är ett distrikt i Kirgizistan. Det ligger i oblastet Ysyk-Köl Oblusu, i den östra delen av landet, 400 km öster om huvudstaden Bisjkek.